# Damaschkestraße

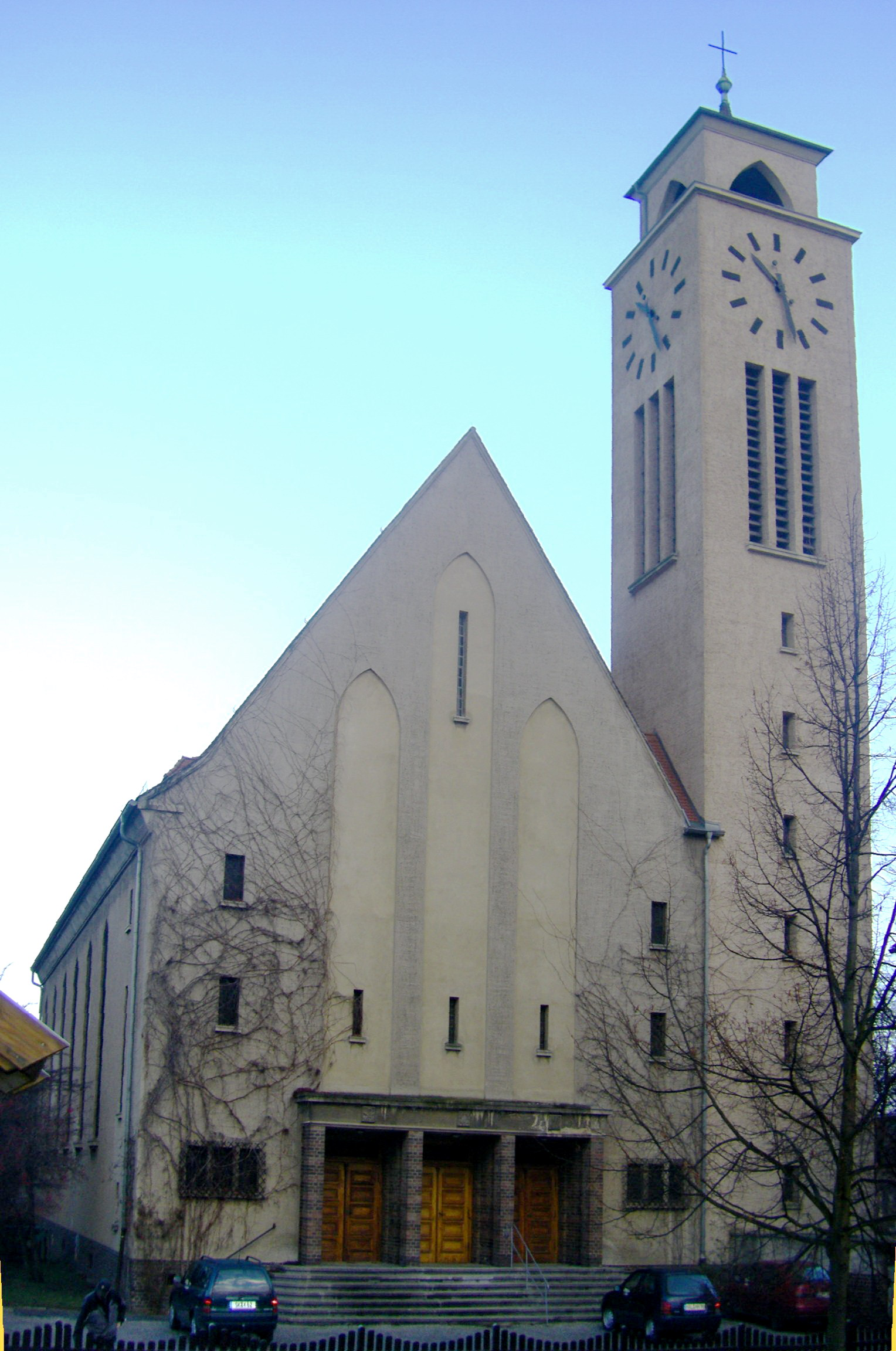
Lutherkirche in der Damaschkestraße

Damaschkestraße ist der Name eines Stadtviertels des Stadtteils Halle im Stadtbezirk Süd der Stadt Halle (Saale)  in Sachsen-Anhalt, Deutschland, benannt nach einer seiner Hauptachsen, der Damaschkestraße. Diese wiederum wurde nach Adolf Damaschke benannt. Im Dezember 2019 hatte das Viertel 8527 Einwohner.

## Lage
Das Stadtviertel, das eine Fläche von 2,7 km² einnimmt, erstreckt sich westlich und östlich der Merseburger Straße zwischen der Huttenstraße im Norden und der Eisenbahnstrecke im Süden.
Es umfasst das Stadtgebiet zwischen den Straßen Huttenstraße, Elsa-Brändström-Straße, Beerenweg, Ottostraße, Zeppelinstraße, Dieselstraße, Zum Heizkraftwerk, Roßbachstraße und der Robert-Mühlpforte-Straße.

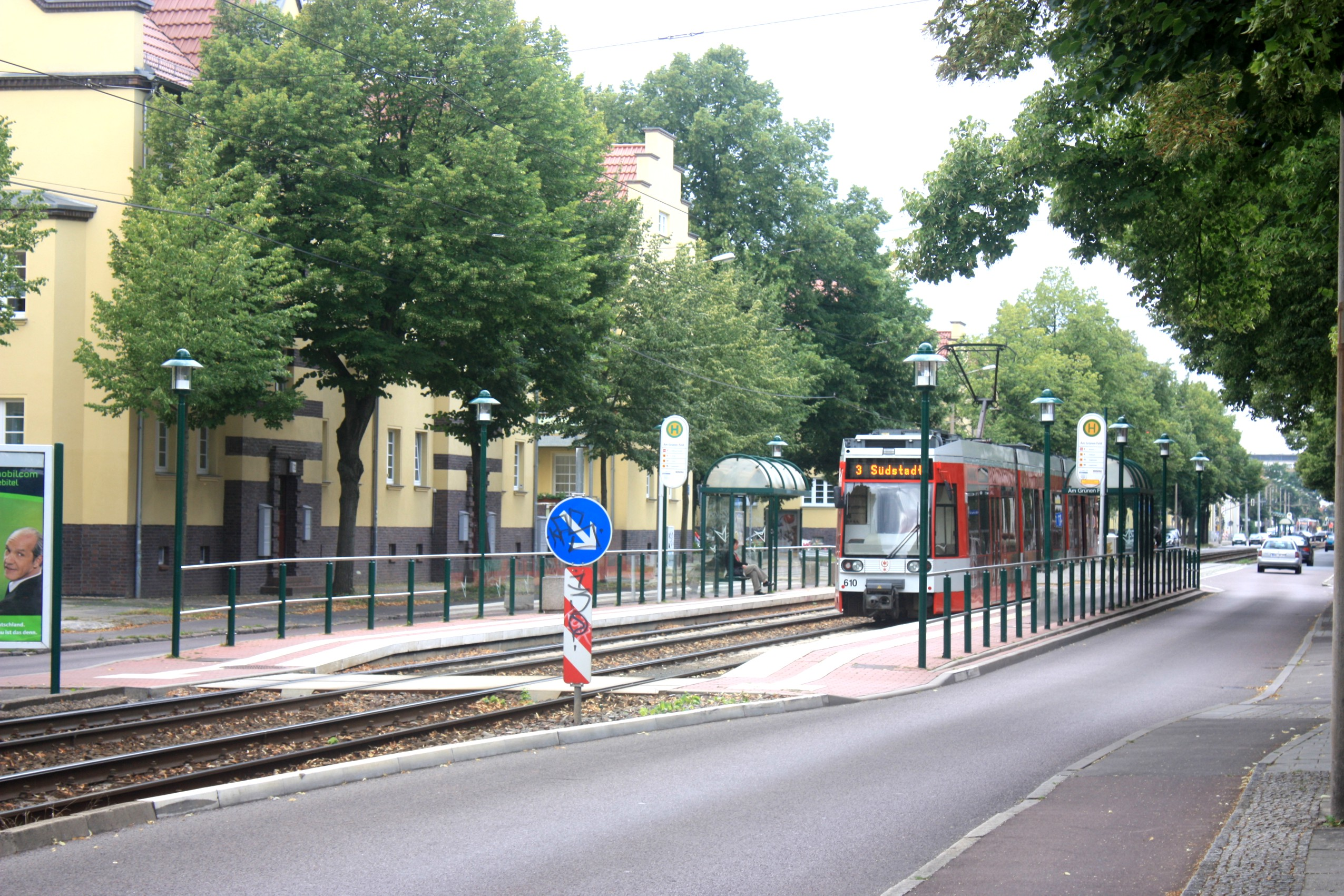
Straßenbahnhaltestelle in der Damaschkestraße

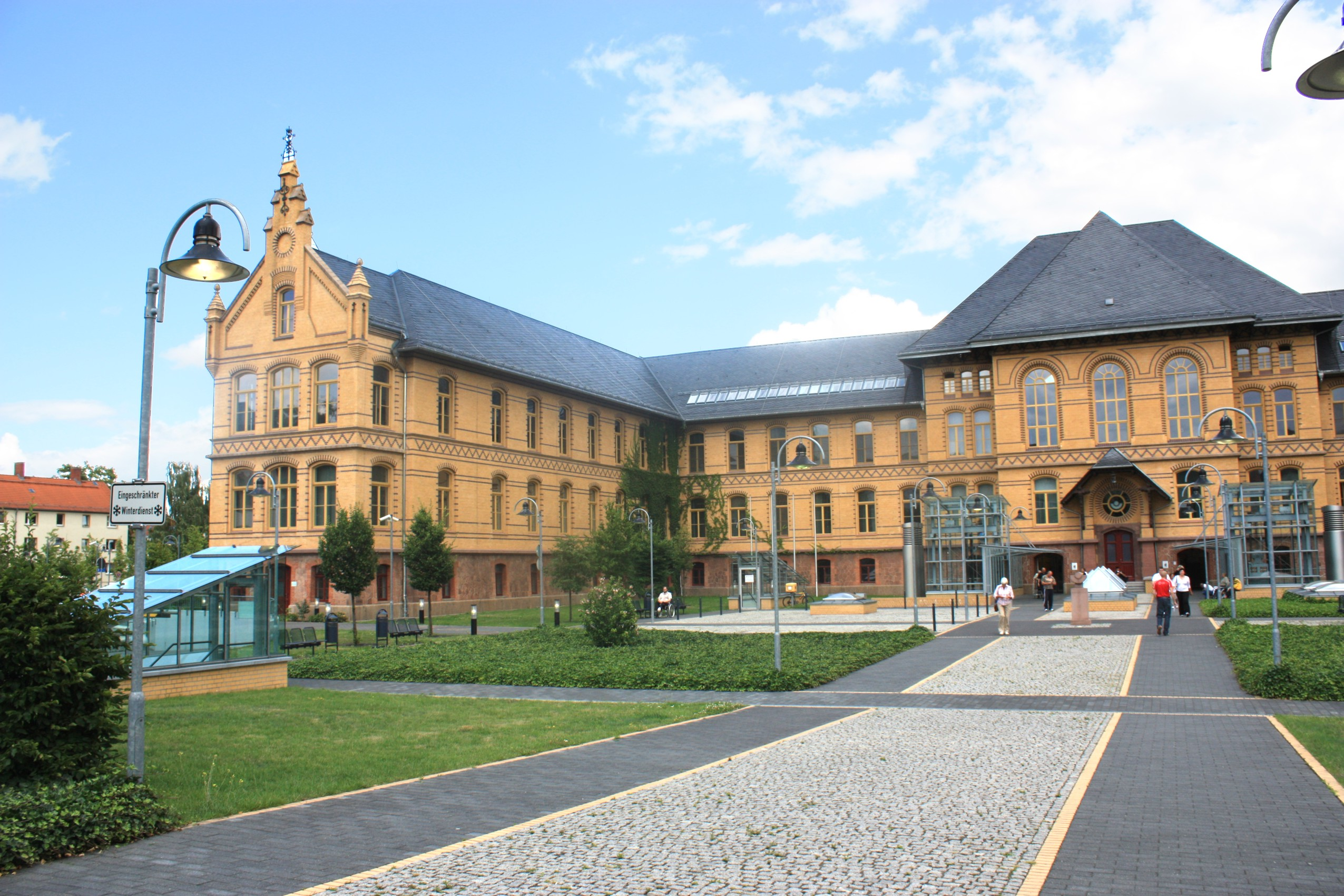
BG Klinikum Bergmannstrost

## Infrastruktur
Entlang der Hauptachsen Merseburger Straße, Damaschkestraße, Elsa-Brändström-Straße und Theodor-Neubauer-Straße ist insbesondere mehrgeschossiger Wohnungsbau aus den Epochen der Gründerzeit bis zur Gegenwart anzutreffen. Im Süden, eingebettet in die durch die Hauptachsen begrenzten Gebiete, befinden sich in den 1920er und 1930er Jahren erbaute Einfamilienhaussiedlungen, wie die Siedlung der Wohnungsgenossenschaft „Eigene Scholle“ oder die Siedlung am Langen Feld. Eine Mischung aus Geschosswohnungsbau und Einfamilienhäusern mit Siedlungscharakter findet man in der sogenannten „Bunasiedlung“ auf der Ostseite der Merseburger Straße.
Der nördliche Teil des Stadtviertels ist geprägt durch die große Grünfläche des Südfriedhofes und die im 19. Jahrhundert errichtete ehemalige Artilleriekaserne an der Damaschkestraße und westlich der Merseburger Straße, die heute durch verschiedene Bundesbehörden genutzt wird. In der Damaschkestraße befindet sich auch der Eingang zum Eigenbetrieb für Arbeit, Jobcenter Saalekreis.
Zum Stadtviertel gehört auch die in den Jahren 1928/29 im Stil der Neuen Sachlichkeit von Rudolf Ostermaier errichtete Lutherkirche.
Östlich der Merseburger Straße befindet sich das Gelände des Berufsgenossenschaftlichen Klinikums Bergmannstrost. Weitere östliche Bereiche des Stadtteils bis zu den Eisenbahnanlagen werden durch Gewerbe- und Industriebauten sowie das Heizkraftwerk der Stadtwerke Halle an der Dieselstraße geprägt.
Im Stadtviertel befinden sich zwei Grundschulen, die Grundschule „Ulrich von Hutten“ und die Auenschule, sowie sechs Kindereinrichtungen, davon zwei kommunale.

## Angrenzende Stadtteile
Angrenzende Stadtteile sind:
- Lutherplatz/Thüringer Bahnhof
- Gesundbrunnen
- Südstadt
- Ammendorf/Beesen
- Dieselstraße